# NGC 6131
NGC 6131 (другие обозначения — NGC 6131A, KUG 1620+390A, UGC 10356, IRAS16201+3902, MCG 7-34-4, ZWG 224.4, PGC 57927) — спиральная галактика с перемычкой (SBc) в созвездии Северная Корона.
Этот объект занесён в новый общий каталог несколько раз, с обозначениями NGC 6131, NGC 6131A.
Этот объект входит в число перечисленных в оригинальной редакции «Нового общего каталога».